# Урусово (станция)
Уру́сово — железнодорожная станция Юго-Восточной железной дороги  на линии Москва — Богоявленск (линия электрифицирована). Расположена в селе Свиридовка Чаплыгинского района Липецкой области. Через станцию осуществляются пассажирские перевозки на Москву, Саратов, Астрахань, Воронеж, Тамбов, Ртищево, Лиски, Камышин. Производится пригороднее пассажирское движение на Мичуринск, Павелец.

## История
Основана в 1898 году как станция линии Москва — Саратов.
Названа по одноимённому селу, расположенному в двух километрах от станции. В 1966 году электрифицирована переменным током 25 кВ. 

## Деятельность
На станции осуществляются:
- посадка и высадка пассажиров на (из) поезда пригородного и местного сообщения. Приём и выдача багажа не производятся.[4]

## Дальнее сообщение
| № поезда | Маршрут движения | № поезда | Маршрут движения |
| -------- | ---------------- | -------- | ---------------- |
| 379      | Москва — Камышин | 380      | Камышин — Москва |